# (31823) Viète
(31823) Viète ist ein Asteroid des Hauptgürtels, der am 4. Oktober 1999 vom italo-amerikanischen Astronomen Paul G. Comba am Prescott-Observatorium (Sternwarten-Code 684) in Arizona entdeckt wurde.
Der Asteroid ist nach dem französischen Advokaten und Mathematiker François Viète (1540–1603) benannt, der die Benutzung von Buchstaben als Variablen in die mathematische Notation der Neuzeit einführte und somit als Begründer der modernen Algebra bezeichnet werden kann. Die Benennung erfolgte am 28. März 2002.